# Ионеску-Шишешти, Георге
Георге Ионеску-Шишешти (рум. Gheorghe Ionescu-Sisești; 16 октября 1885, Шишешти, Валахия
— 4 июня 1967, Бухарест) — румынский учёный, агроном
, заслуженный деятель науки Румынии. (1962), действительный член Румынской Академии (1936). В 1959—1963 годах — вице-президент Румынской Академии. Член-корреспондент ВАСХНИЛ (1957). Профессор Института агрономии в Бухаресте (1920—1958).
Лауреат Государственной премии Румынии (1958).
Выпускник университета в Йене.
Основатель и руководитель Научно-исследовательского института агрономии (1928—1948). Занимался исследованием почв в Румынии. Внёс значительный вклад в области селекции и агротехники сельскохозяйственных культур в Румынии.
Вывел сорт пшеницы А 15. Министр сельского хозяйства Румынии (1938—1939).